# Halesowen
Koordinaten: 52° 27′ N, 2° 3′ W
Halesowen ist eine Stadt in England in den West Midlands, dem Ballungsgebiet um Birmingham. Sie liegt dabei im Süden des Metropolitan Borough of Dudley, also am südlichen Rand der Agglomeration zwischen Stourbridge und Rubery unmittelbar an der Autobahn M5. Die Einwohnerzahl beträgt 57.918 (Stand: 2001).

## Geschichte
Halesowen wurde bereits im Domesday Book erwähnt und war damals größer als Birmingham. Die alte Kirche im Stadtzentrum stammt aus normannischer Zeit. Bis ins 13. Jh. hieß der Ort Halas, dann verschenkte König Heinrich II. Halas an den walisischen Fürsten David ap Owen und der Ort wurde seither Halas-owen bzw. Halesowen genannt. Der Ort war eine zur weiter westlich gelegenen Grafschaft Shropshire gehörige Exklave, die von Worcestershire umgeben war; mit dem Counties Act von 1844 wurde Halesowen dann aber Worcestershire zugeschlagen. In diese Zeit fällt auch die Industrialisierung im Gebiet um Birmingham, von der bis heute zahlreiche viktorianische Bauten in der Stadt zeugen, in der sich bald eine zum Teil verarmte Arbeiterklasse bildete, die verwaltungsmäßig der so genannten Poor Law Union von Halesowen unterstand. 1925 erhielt Halesowen den Status eines eigenen Stadtbezirks (Urban District) und 1936 erhielt es als Municipal Borough volles Stadtrecht. In den 1960er Jahren wurde das Stadtzentrum umfassend modernisiert und erhielt eine von manchen als gesichtslos empfundene neue Mitte. Im Rahmen der Verwaltungsreform Anfang der 1970er Jahre wurde Halesowen dann aus Worcestershire ausgegliedert und dem neuen Metropolitan County West Midlands eingegliedert.

## Sehenswürdigkeiten
Markantestes Bauwerk der Stadt ist die alte normannische Stadtkirche. Im Osten der Stadt befindet sich der Leasowes Park, ein 57 ha großer Landschaftsgarten, der im 18. Jh. entstand und damals im Besitz von William Shenstone war. Nach Shenstone sind auch ein städtisches Theater und ein Pub benannt. Zur Gemeinde gehört auch das 1215 von französischen Mönchen errichtete Kloster Halesowen, von dem heute allerdings nur noch Ruinen stehen.

## Wirtschaft
Halesowen ist traditionell bekannt als Stadt der Nagelschmiede, ein Handwerk, das in Hinterhöfen durch zahlreiche Kleinbetriebe ausgeübt wurde. Im Süden des Black Country gelegen, wurde auch in Halesowen Kohle abgebaut. Heute ist Somers Forge größter Arbeitgeber der Stadt.

## Sport
Die Stadt ist Heimatort von Halesowen Town F.C., sowie mehrerer Cricket- und Golf-Clubs.

## Bildung
Halesowen verfügt über ein College, das Halesowen College of Further Education, sowie über vier Oberschulen und zwölf Grundschulen.

## Persönlichkeiten
- Alexander von Hales (um 1185–1245), Franziskaner und bedeutender Scholastiker
- William Shenstone (1714–1763), Dichter und Landschaftsgärtner
- Thomas Attwood (1783–1859), Politiker und Reformer
- Francis Brett Young (1884–1954), Romanautor
- Rex Williams (* 1933), Snookerspieler und Weltmeister im English-Billiards
- Lee Sharpe (* 1971), Fußballspieler
- Helen Scott (* 1990), Bahnradsportlerin
- Morgan Rogers (* 2002), Fußballspieler